# AEW Dynamite
AEW Dynamite ist eine US-amerikanische Wrestling-Show von All Elite Wrestling (AEW). Sie wird seit dem 2. Oktober 2019 produziert und jeden Mittwochabend live gesendet. Dynamite ist die Hauptshow von AEW.
Die Sendung startete auf TNT und wechselte Anfang 2022 zu TBS. Im deutschsprachigen Raum zeigt DMAX seit 2023 Dynamite am Sonntagabend.

## Geschichte

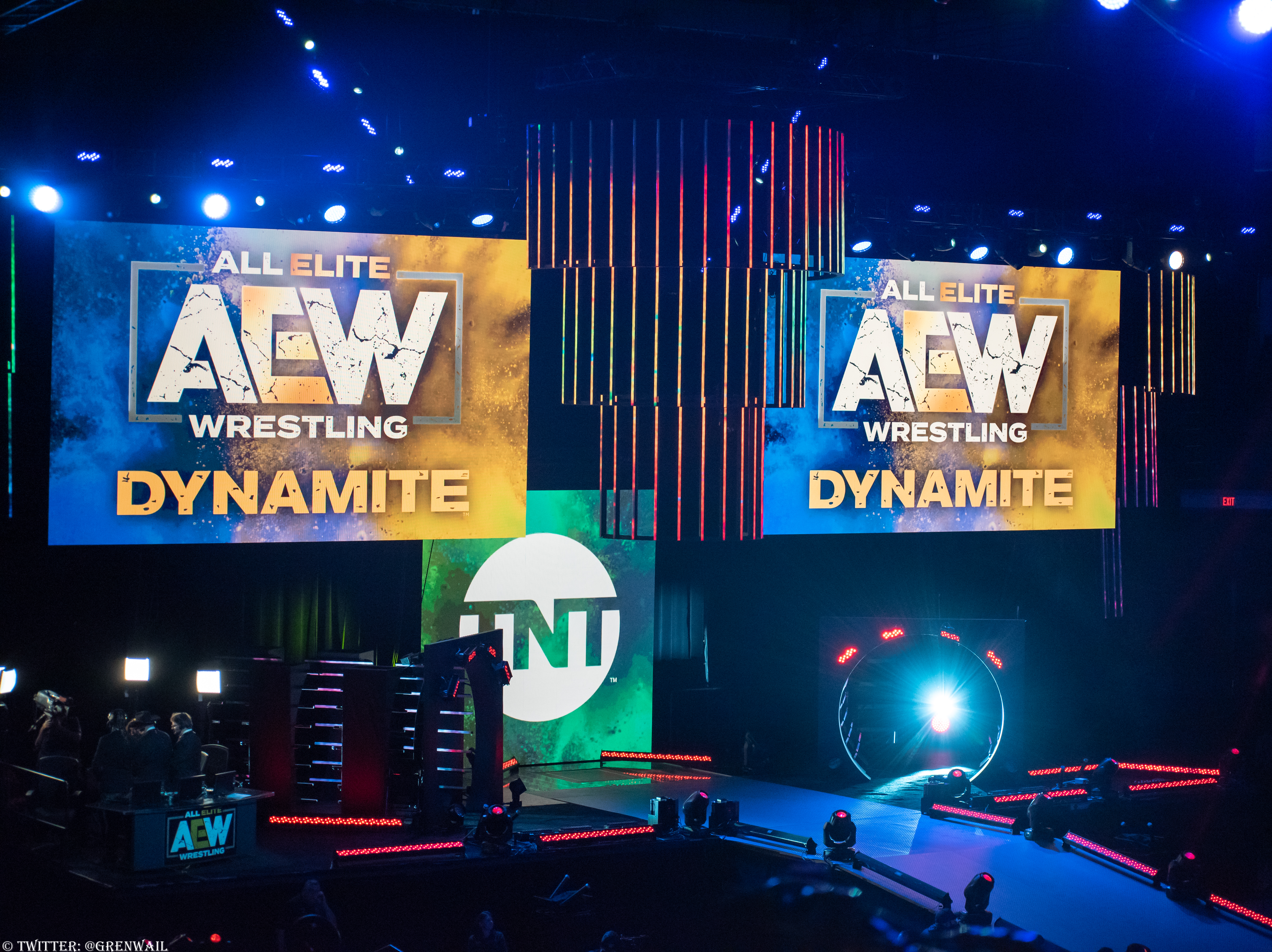
Set von Dynamite, Oktober 2019

Am 15. Mai 2019 verkündeten das Medienunternehmen WarnerMedia und die Anfang des Jahres gegründete Wrestling-Promotion All Elite Wrestling die geplante wöchentliche Produktion einer Show zur Hauptsendezeit auf dem Sender TNT. Die Premiere der Sendung wurde am 24. Juli 2019 für den 2. Oktober 2019 aus der Capital One Arena in Washington, D.C. beworben. Im August 2019 verkündete Wrestling-Marktführer WWE, seine Show WWE NXT mittwochs zur selben Zeit wie die AEW-Show auf dem USA Network live zu senden. Die beiden Shows stehen somit in direkter Konkurrenz zueinander. Der finale Titel der Show AEW Dynamite wurde am 19. September 2019 bekanntgegeben. Die Premiere von AEW Dynamite am 2. Oktober 2019 erreichte 1,4 Millionen US-Zuschauer, was den erfolgreichsten Sendestart auf TNT seit fünf Jahren darstellte. Seit dem Start von Dynamite werden vor und nach der TV-Ausstrahlung weitere Matches aufgezeichnet, die jeweils am darauffolgenden Dienstag online auf dem YouTube-Kanal von AEW in der Show AEW Dark veröffentlicht werden.
Am 15. Januar 2020 gab All Elite Wrestling bekannt, den Vertrag mit WarnerMedia bis einschließlich 2023 verlängert zu haben. Außerdem beschlossen beide Parteien, AEW Dark mit zusätzlichen Storyline-Segmenten zukünftig ebenfalls im TV auf TNT auszustrahlen. Zudem wurde erklärt, dass Dynamite in den ersten drei Monaten im Schnitt 1,2 Millionen US-Zuschauer pro Episode erreichen konnte. Dabei sind sowohl Live-Zuschauer, als auch Zuschauer der Wiederholungen und On-Demand-Angebote von TNT innerhalb von sieben Tagen nach der Live-Ausstrahlung einbezogen.
Aufgrund der COVID-19-Pandemie in den Vereinigten Staaten wurden die Shows ab dem 18. März 2020 ohne anwesende Zuschauer im Freilufttheater Daily’s Place in Jacksonville, Florida sowie im April 2020 in der Wrestling-Schule Nightmare Factory in Norcross, Georgia produziert. Zur Kontaktreduzierung während der Pandemie wurden die Shows zum Teil nicht live ausgestrahlt. Stattdessen wurden an einzelnen Tagen mehrere Shows in Blöcken produziert und zeitversetzt gesendet. Beginnend mit der Ausgabe vom 27. August 2020 wurden unter Sicherheitsauflagen wieder Teile der Zuschauerränge im Daily’s Place besetzt. Vermehrt kehrte man auch zur Live-Ausstrahlung zurück.  AEW öffnete die Shows für das 2021 Double or Nothing bis zur vollen Kapazität und begann im Juli zu touren.
Regelmäßig gibt es Dynamite „special episodes“, etwa unter dem Namen Fyter Fest, Fight for the Fallen oder Winter Is Coming.

### Dynamite Diamond Ring
All Elite Wrestling vergibt bei Dynamite einmal jährlich den Dynamite Diamond Ring. Wie im Wrestling allgemein üblich erfolgt die Vergabe nach einer zuvor bestimmten Storyline. Der Diamantring ist laut Angaben von All Elite Wrestling 45.000 US-Dollar wert. Die Vergabe des Rings erfolgt in zwei Runden. Die erste Runde findet in Form der Dynamite Diamond Battle Royale statt, bei der die letzten beiden verbleibenden Teilnehmer ins Dynamite Diamond Final einziehen. In diesem wird in einem Singles-Match über die Vergabe des Rings entschieden.
| Nr. | Datum                                                      | Stadt                     | Veranstaltungsort        | Gewinner | Finalgegner    |
| --- | ---------------------------------------------------------- | ------------------------- | ------------------------ | -------- | -------------- |
| 1   | 20. November 2019 (Battle Royale)                          | Indianapolis, Indiana     | Indiana Farmers Coliseum | MJF      | Adam Page      |
| 1   | 27. November 2019 (Finale)                                 | Hoffman Estates, Illinois | Sears Center Arena       | MJF      | Adam Page      |
| 2   | 2. Dezember 2020 (Battle Royale)                           | Jacksonville, Florida     | Daily’s Place            | MJF      | Orange Cassidy |
| 2   | 3. Dezember 2020 (Finale) Ausgestrahlt am 9. Dezember 2020 | Jacksonville, Florida     | Daily’s Place            | MJF      | Orange Cassidy |
| 3   | 8. Dezember 2021 (Battle Royale)                           | Elmont, New York          | UBS Arena                | MJF      | Dante Martin   |
| 3   | 15. Dezember 2021 (Finale)                                 | Garland, Texas            | Curtis Culwell Center    | MJF      | Dante Martin   |